# Ture Wersäll
Ture Wersäll (ur. 12 sierpnia 1883 w Sztokholmie, zm. 18 grudnia 1965 tamże) – szwedzki sportowiec, brat Claësa-Axela i Gustafa. Wystąpił na Olimpiadzie Letniej 1906 w Atenach, zorganizowanej z okazji dziesięciolecia nowożytnych igrzysk. Wystąpił w szwedzkiej reprezentacji podczas zawodów przeciągania liny. W pierwszej rundzie przegrali oni z klubem Omas Helliniki, jednak w meczu o trzecie miejsce jego drużyna zdobyła brązowy medal z wynikiem 2:0.